# Ulica Obozowa w Warszawie
Ulica Obozowa – ulica w dzielnicy Wola w Warszawie.

## Historia
W czasach Królestwa Polskiego prowadziła do obozu artylerii pieszej, a w późniejszym okresie do obozu wojska rosyjskiego.
Ulica powstała najprawdopodobniej pod koniec XIX wieku. Przez długie lata, była mało znacząca, jej obecny skraj wyznaczał  granicę miasta. W trakcie stopniowej rozbudowy Koła i Moczydła, jej znaczenie rosło. 14 grudnia 1931 r. w ulicę Obozową wjechał pierwszy wóz tramwajowy o oznaczeniu linii 16. Połączył on Młynów z placem Zbawiciela.
W okresie międzywojennym Towarzystwo Osiedli Robotniczych (TOR) wybudowano  przy Obozowej na Kole osiedle mieszkaniowe imienia Stefana Żeromskiego. Zostało zaprojektowane przez Romana Piotrowskiego, Zdzisława Szulca, Kazimierza Lichtensteina i Aleksandra Brzozowskiego, według wytycznych Karty Ateńskiej. To nowoczesne jak na tamte czasy osiedle składało się z 19 wielomieszkaniowych, dwupiętrowych domów, wzniesionych po obu stronach ulicy. Domy I kolonii TOR od nr 62 do 80 są to tzw. korytarzowce (mające po 9 mieszkań na każdym piętrze), a II kolonii TOR od nr 67 do 85 tzw. klatkowce (mające po 4 mieszkania na każdym piętrze, każdej klatki schodowej). Każde mieszkanie zostało wyposażone w instalację wodną i gazową, w.c., piec kaflowy do ogrzewania, kuchnię węglową oraz gazową i pomieszczenie piwniczne do przechowywania węgla opałowego, ziemniaków, itp. Każda klatka schodowa miała dostęp do łaźni, pralni i suszarni bielizny. Osiedle miało ponadto swoje przedszkole, salę teatralną i bibliotekę w budynku przy ul. Obozowej 85, swoją szkołę podstawową przy ulicy Ożarowskiej, a także sklepy spożywcze, aptekę i księgarnię znajdujące się na parterach niektórych budynków frontowych. Pomiędzy budynkami nr 81 i 83 wybudowanych było kilka garaży. Każdy kompleks 10 domów był ogrodzony i zamykany na noc.
We wrześniu 1939 niemiecka bomba została zrzucona na budynek pod nr 76. Zburzyła część domu i zabiła kilkunastu mieszkańców. Po wojnie, w  1949, na ścianie budynku  wmurowano tablicę pamiątkową.
Po II wojnie światowej budynki oświatowe osiedla TOR zostały zaadaptowane na Dom Kultury (od 2015 r. będący częścią Wolskiego Centrum Kultury). 
W latach 50. XX wieku na Kole rozpoczął się szybki rozwój budownictwa mieszkaniowego oraz jemu towarzyszącego. Wówczas, na skraju lasku, przy ulicy Dobrogniewa; zbudowano Dzielnicowy Dom Kultury, był on prowadzony przez pana Roykiewicza. Działały zespoły i pracownie: tańca folklorystycznego prowadzony przez primabalerinę Marię Skorupczynę, turystyki rowerowej, modelarnia lotnicza, modelarnia szkutnicza oraz pracownia plastyczna. W 1952, przy ulicy Obozowej 60 oddano do użytku szkołę T.P.D. (Towarzystwa Przyjaciół Dzieci) Podstawową i Liceum Pedagogiczne imienia Filipiny Płaskowickiej.

## Ważniejsze obiekty
- Instytut Geofizyki Polskiej Akademii Nauk
- Pole elekcyjne na Woli
- Pomnik Electio Viritim